# 筑豊のこどもたち
『筑豊のこどもたち』（ちくほうのこどもたち）は、1960年（昭和35年）に発表された土門拳撮影による日本の写真集であり、同作を原作にした同年製作・公開、内川清一郎監督による日本の長篇劇映画である。

## 略歴・概要
筑豊の鉱山に暮らす子供たちの生活を撮ったもので、日本におけるリアリズム写真の代表的な写真集。
1960年（昭和35年）、パトリア書店（なお、この出版社の経営者は、のちに作家となる丸元淑生だった）から発売された。初版は誰でも買うことが出来るようにザラ紙に印刷され、1冊100円で発売された。同年、研光社から『続筑豊のこどもたち』が上梓された。1977年（昭和52年）、築地書館から再版された。

## 映画
日本映画新社と東宝の共同製作、脚本家の菊島隆三のプロデュースで製作され、1960年（昭和35年）11月13日に東宝の配給で劇場公開された。撮影は、戦前からのドキュメンタリー界の巨匠白井茂が回した。
- 製作 : 菊島隆三
- 監督 : 内川清一郎
- 脚本 : 菊島隆三、広沢栄
- 原作 : 土門拳
- 撮影 : 白井茂、伊東秀明、関口敏雄
- 音楽 : 佐藤勝
- 美術 : 水谷浩
- 録音 : 国島正男
- 照明 : 森康
- 出演 : 加東大介、小泉博、沖村武、福田公子、下川辰平[3]、三橋達也、伊藤雄之助等

## ビブリオグラフィ
国立国会図書館蔵書。
- 『筑豊のこどもたち』、パトリア書店、1960年
- 『続筑豊のこどもたち』、研光社、1960年
- 『筑豊のこどもたち』新装版、築地書館、1977年 ISBN 4806756199
- 『土門拳全集 11』収録、小学館、1985年 ISBN 4095590114